# Place Myron-Herrick
La place Myron-Herrick est une place située en plein cœur de Reims.

## Situation et accès
Elle forme l'entrée du palais de justice de Reims.

## Origine du nom
Elle est dédiée à Myron Timothy Herrick (1854-1929), ambassadeur des États-Unis en France de 1912 à 1914, puis de 1921 à 1929 notamment lors des reconstructions après la Première Guerre mondiale.

## Historique

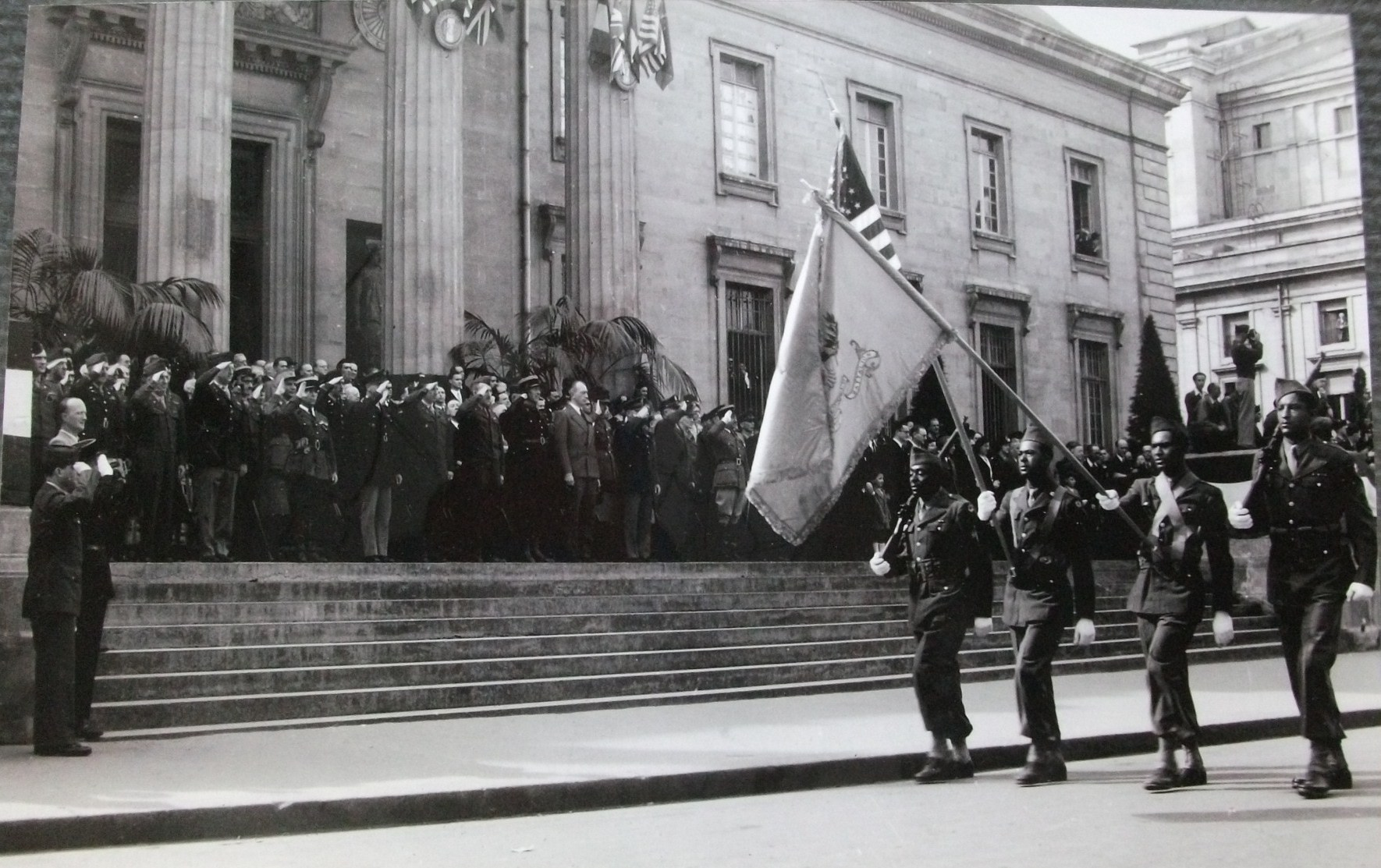
Le défilé de la Victoire en 1945.

Cette place correspond à l'ancienne « rue du Puits-Taira », et au haut de la rue de Vesle, ancienne « rue de la Porte-aux-Ferrons », et couvre, une partie de, l’emplacement du decumanus maximus, la rue principale gallo-romaine qui traverse la ville d'Est en Ouest.

## Bâtiments remarquables et lieux de mémoire
- Palais de justice de Reims.
- N°16 : immeuble dit "Fromont" (1923), de l'architecte Émile Fanjat (1887-1954)[2].